# Jabloň drobnoplodá

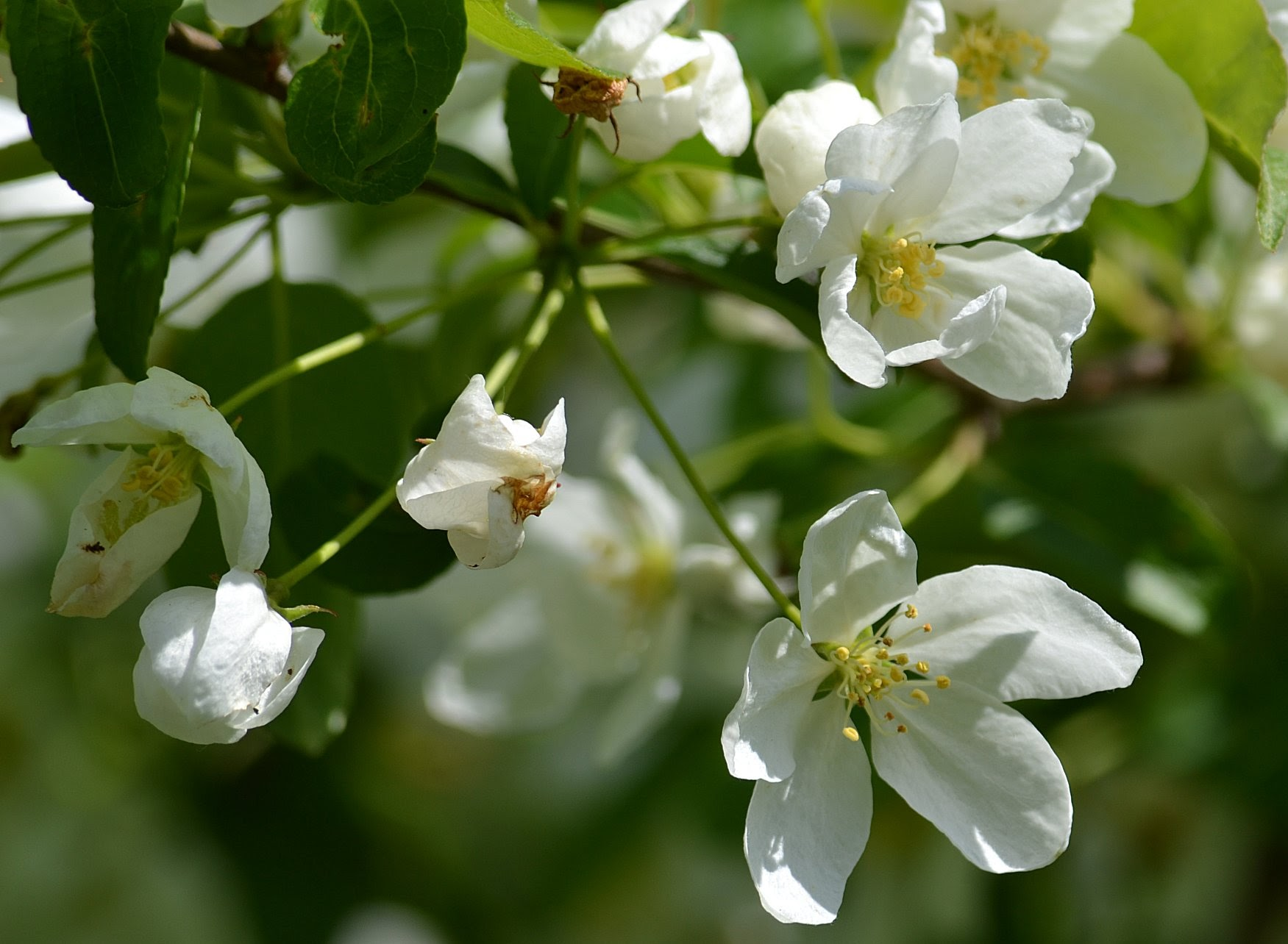
Květy

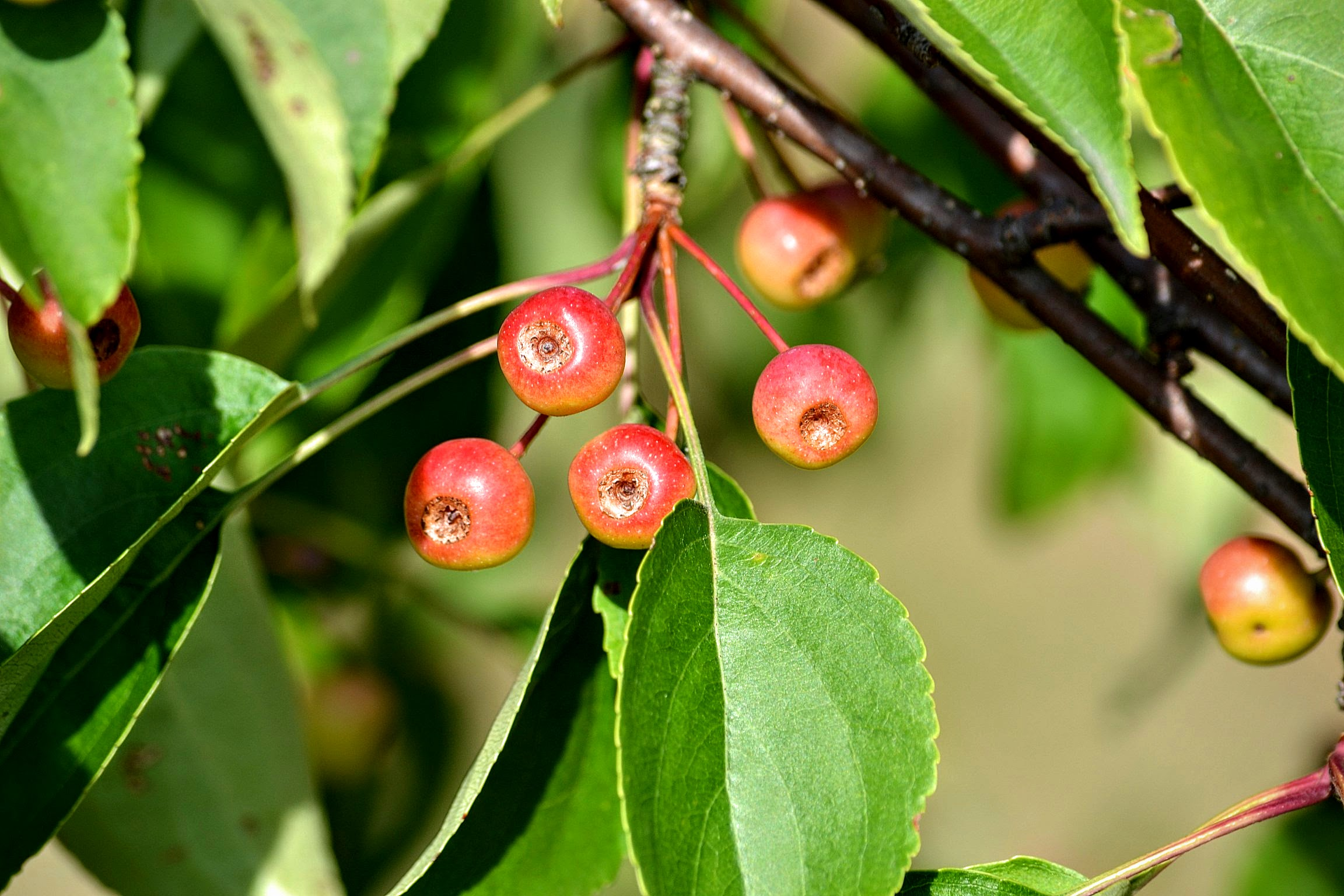
Plody

Jabloň drobnoplodá (Malus baccata) je opadavá, mrazuvzdorná rostlina původem z Asie, jedna z asi 47 druhů rodu jabloň. Občas se pěstuje jako okrasná dřevina a bývá využívána při šlechtění jabloní. V české přírodě je považována za nepůvodní, úmyslně zavlečený, přechodně se vyskytující neofyt, který se ve volné přírodě samovolně šíří jen slabě.

## Rozšíření
Dřevina pochází z Asie, kde roste jak v oblastech s mírným klimatem, tak i na územích, kde pod vlivem arktického chladu jsou zimy krutější, než je v mírném pásmu obvyklé. Protože je odolná a nenáročná, byla lidmi postupně rozšířena z východu na sever i západ kontinentu, včetně vyšších horských poloh. Druhotně se vyskytuje v Evropě a v Novověku se dostala i do Spojených států amerických i Kanady. V Česku je mj. pěstována v Průhonické botanické zahradě.

## Ekologie
Jabloň drobnoplodá je fanerofyt s požadavkem na stanoviště dobře zásobené vláhou se středně těžkou, hlubší půdou. Je světlomilnou rostlinou, dostatek slunečního záření podporuje tvorbu květů. V zimním období snáší bez poškození dlouhodobý pokles teploty až k -17 °C. Raší včasně z jara, kvete v průběhu dubna a května, plody uzrávají v říjnu a na dřevině vytrvávají i po opadu listí. Ploidie druhu je 2n = 34.

## Popis
Strom vysoký okolo 5 m, s kratším kmenem se šedou až šedočernou kůrou (v mládí lesklou a ve stáří odlupující se v šupinách) a široce polokulovitou korunou. Někdy vyrůstá jako široce polokulovitý keř s větvemi do široka rozkladitými a šikmo vystoupavými, vysoký kolem 3 m. Letorosty jsou červenohnědé, fialově hnědé až hnědé, lysé, mají červenohnědé, vejčité, 3 mm velké pupeny kryté šupinami a jsou po dobu vegetace střídavě porostlé jednoduchými listy se svinutou vernací a zpeřenou žilnatinou. List s řapíkem asi 3 cm dlouhým a opadavými, lysými palisty má čepel v obryse eliptickou až vejčitou, dlouhou 3 až 8 cm a širokou 2 a 3,5 cm, na bázi klínovitou, tupou až protáhlou, na vrcholu zašpičatělou, po obvodě jemně pilovitou, na líci lesklou a oboustranně lysou.
Květ je bílý, 3 až 3,5 cm velký a vyrůstá v řídkém chocholičnatém květenství bez listenů, tvořeném třemi až osmi květy s listenci. Je nevonný, oboupohlavný, pětičetný a má lysou stopku asi 2 cm dlouhou. Květ se zúženou češulí má opadavé, zelené kališní lístky kopinatého či trojúhelníkovitého tvaru velké asi 6 mm. Korunní lístky jsou bílé nebo slabě narůžovělé, obvejčité či podlouhlé s celistvým vrcholem, mají kratičký nehtík a bývají dlouhé 2 až 3 cm. V květu je 15 až 20 tyčinek s bílými nitkami dlouhými do 1 cm nesoucí žluté prašníky obsahující trikolporátní pylová zrna. Synkarpní gyneceum je tvořeno pěti plodolisty, spodní semeník srostlý s češulí má v pěti oddílech po dvou vajíčkách. Pět čnělek, o málo delší než 1 cm, je ve spodní části srostlých.
Květ je opylován létajícím hmyzem, převážně včelami, květy jsou samosprašné. Plod je zprvu zelený a ve zralosti je tvořen žlutou oranžově žlutou až červenou kulovitou malvicí asi 1 cm velkou, beze zbytku kalichu a se stopkou 2 cm dlouhou. Dužnatá, nakyslá malvice má v pergamenovém jádřinci světle červenohnědá semena.

## Význam
Jabloň drobnoplodá má hlavní význam jako okrasná dřevina, která předvádí na jaře bělostné květy, v létě lesklé listy a zelené plody, které se na podzim vybarvují do červena. Někde se vysazuje do alejí, v parcích a zahradách se pěstuje jako solitéra, někdy ve formě stromu a jindy keře. Přitom není náročná na stanoviště ani na péči, naopak je pro svou odolnost vůči mrazu výhodná do chladných oblastí a nebývá napadána živočišnými ani houbovitými škůdci. Při šlechtění nových odrůd jabloní bývá využíváno jejích vlastností, odolnosti proti chorobám i chladu.
Plody jsou sice pro lidi jedlé, ale většinou se nečešou, obvykle je v zimním období sklidí ptáci, kteří následně rozšiřují semena a napomáhají tak k šíření druhu do okolí. V minulosti se z plodů vyráběl vonný džem nebo se sušily na křížaly.
Dřevo stromu je kvalitní, tvrdé a houževnaté, ale není ho mnoho a bývá v malých rozměrech, vyrábějí se z něj drobné pomůcky a nástroje pro domácnost, většinou ale končí jako palivo. Mladá dřevina uniklá do volné přírody mívá v průběhu zimního nedostatku potravy kůru kmene i větviček ohryzanou zajíci i vysokou zvěří.